# Останній король Шотландії (фільм)
«Останній король Шотландії» (англ. The Last King of Scotland) — британська драма 2006 року режисера Кевіна МакДональда, яка базувалась на однойменному романі Жиля Фодена. Фільм був знятий у співпраці кінокомпаній Сполучених Штатів (Fox Searchlight Pictures) і Великої Британії (Film4). Сценарій до фільму написали Пітер Морган і Джеремі Брок.
В основі фільму лежить вигадана історія молодого доктора Ніколаса Гаррігана (Джеймс МакЕвой), який переїхав із Шотландії працювати в Уганду, у якій в ті часи керував диктатор Іді Амін (Форест Вітакер).
Назва фільму йде від пристрасті довічного Президента Уганди до красивих титулів, які не відповідали реальності (як приклад Іді Амін носив титули «Підкорювача Британської Імперії», «Володар усіх тварин на землі і риб у морі» і «Останній Король Шотландії»).
Драма була добре оцінена критиками, а актор Форест Вайтакер здобув «Оскар» у номінації Найкращий Актор. До того ж фільм був фінансово успішним.

## Сюжет
1970 рік. Молодий Ніколас Гарріган (Джеймс МакЕвой) тільки-но закінчив медичну школу в Шотландії. Але працювати звичайним сімейним лікарем він не бажає, він хоче пригод. Тому тепер вже як лікар з престижним дипломом він їде до Уганди у складі гуманітарної місії. Ніколас приїжджає до сільської лікарні і з ентузіазмом працює під керівництвом доктора Девіда Маррета (Адам Коц). Молодий лікар майже відразу звертає свою увагу на дружину доктора Сару (Джилліан Андерсон).
До села приїжджає улюбленець народу генерал Іді Амін (Форест Вайтакер), який внаслідок путчу змістив Президента Уганди Мілтона Обота. Виступаючи перед населенням села, генерал захоплює Ніколаса своїми ідеями, і той щиро вірить в Аміна, як в надію народу Уганди, хоча Сара й запевнює його що все буде тільки гірше. Але після виступу новий Президент потрапляє в нещасний випадок і шкодить руку, а його охорона почала шукати лікаря поблизу, і знайшовши Ніколаса відвозить його до Президента. Доктор надає допомогу Аміну, після чого генерал, дізнавшись що лікар з Шотландії, пропонує обміняти свою генеральську сорочку на футболку Гаррігана з надписом «Scotland». Через деякий час до Ніколаса приїжджає Міністр охорони здоров'я Уганди і відвозить його до Кампали, де Іді Амін пропонує йому посаду свого особистого лікаря, сказавши йому що Ніколас зможе збудувати в країні найкращу охорону здоров'я у світі.
Гарріган погоджується, хоча Аміну він потрібен не як лікар, а швидше як радник. Завороженний красивими будівлями столиці він спокійно приймає рішення Аміна щодо знищення опозиції, сподіваючись що це допоможе принести країні мир. Президент запрошує Гаррігана на вечерю де знайомить його з трьома своїми дружинами. Після цього Гаррігана викличуть рятувати сина молодшої дружини Кей (Керрі Вашингтон), Маккензі (Аполло Оквеньє Омамо). Успішно вилікувавши того від епілепсії, він завойвує симпатію Кей і незабаром вони стають коханцями. Ніколас починає втрачати віру в Аміна через його параною, репресії, ксенофобію і виселення з Уганди азіатів. Диктатор позбавляє Ніколаса британського паспорту і дає йому угандійський, щоб радник не міг виїхати за межі країни. Пізніше з Гарріганом зустрічається посол Британії в Уганді Стоун (Саймон МакБьорні), і пропонує раднику вбити Аміна, але Гарріган відмовляється.
Його становище погіршується ще більше коли Кей каже, що вона від нього вагітна. Якщо Амін про це дізнається він стратить їх обох, тому вона вмовляє Гаррігана на секретний аборт. За наказом Аміна радник виступає на прес-конференції, і через це спізнюється до Кей, яка вирішує робити аборт у сільській лікарні з примітивним обладнанням. Гарріган починає шукати її, і знаходить мертвою, з вивернутими навпаки руками і ногами. Падаючи на колені перед нею він остаточно розуміє жорсткість режиму Аміна, і вирішує вбити його.
Потім до Уганди прилітає пасажирський літак Франції захоплений палестинськими терористами. Амін, бажаючи допомогти своїм «мусульманським братам», їде до аеропорту залишаючи Гаррігана одного. Вже в аеропорті один з охоронців Аміна розуміє що Гарріган намагається отруїти Президента, давши йому отруту в коробці з ліків проти головного болю. Після жорстокого биття охоронцями, вони приносять Гаррігана до Аміна, який як кару підвішує Гаррігана на великих гачках.
Генерал каже що відпусть усіх заручників окрім громадян Ізраїлю. У той час Гаррігана рятує його колега з лікарні в Кампалі доктор Джуньйо (Девід Оєлово), але казавши що хоча той і заслуговує смерті, він відпустить Гаррігана щоб той розказав світові про реальність режиму Аміна, і що світ повірить йому тому що Гарріган білий. Джуньйо дає Ніколасу власну куртку, щоб той пройшов непомічений до літака і виїхав до Франції. Коли про це дізнається охорона Аміна Джуньйо вбивають. Літак с Гарріганом вилетів, а коли Амін дізнався про це вже було запізно: все що він побачив це літак, що швидко відлітає.
Фільм закінчується реальною документальною зйомкою Аміна і інформацією про те що під час його правління в Уганді було винищено 300 тис. населення, а загинув Амін у 2003 році у вигнанні в Саудівській Аравії, і ніхто так і не дізнався яка дата смерті йому наснилася.

## Ролі виконували
| Актор                | Роль             |
| -------------------- | ---------------- |
| Форест Вітакер       | Іді Амін         |
| Джеймс МакЕвой       | Ніколас Гарріган |
| Джилліан Андерсон    | Сара Мерріт      |
| Керрі Вашингтон      | Кей Амін         |
| Саймон Макберні      | Найджел Стоун    |
| Девід Оєлово         | доктор Джуньйо   |
| Аполло Оквеньє Омамо | Маккензі         |

## Прокат
Фільм був виданий у прокат обмеженим тиражем 27 вересня 2006 у США. У Сполученому Королівстві — 12 січня 2007, Франція — 14 лютого 2007, Німеччині — 15 березня 2007. У Сполучених Штатах фільм отримав рейтинг «R» від Кінематографічної Асоціації Америки за сцени з насильством, оголенням і нецензурними словами.
У Північній Америці фільм зібрав $17,606,684, у Великій Британії — $11,131,918, загалом зібравши $48,362,207. Також 17 квітня 2007 року цей витвір мистецтва вийшов на DVD у Північній Америці.

## Визнання
Акторська гра Фореста Вітакера отримала неймовірно високу оцінку кінокритиків, за що актор отримав «Оскар» і «Золотий Глобус», та загалом зібравши 23 нагороди. На Єгипетському Міжнародному Фестивалі 2007 року, роль Іді Аміна визнали найкращою чоловічою.
В Уганді фільм зустріли дуже тепло, де його показали за два дні до того як Вайтакер отримав «Оскар».
У 2007 фільм отримав премію BAFTA у номінаціях «Найкращий Британський Фільм», «Найкращий Сценарій», а Джеймс МакЕвой номінувався як «Найкращий актор другого плану».
«Останній Король Шотландії» став фінансово успішним, зібравши у прокаті у вісім разів більшу суму за розмір свого бюджету.